# Cerkiew Obrazu Chrystusa Zbawiciela Nie Ludzką Ręką Uczynionego w Kargasoku
Cerkiew Obrazu Chrystusa Zbawiciela Nie Ludzką Ręką Uczynionego – prawosławna cerkiew parafialna w Kargasoku, w dekanacie centralnym eparchii kołpaszewskiej Rosyjskiego Kościoła Prawosławnego.
Pierwszą cerkiew w Kargasoku wzniesiono w 1867 r. Świątynia ta została w czasach radzieckich zamknięta (początek lat 20. XX w.), a następnie zburzona (1938 r.).
Obecną drewnianą cerkiew zbudowano w 1992 r. według projektu architekta Siergieja Goleszczichina, dekoracje elewacji i wnętrza wykonał artysta rzeźbiarz Władysław Bałaszow. Pierwsze nabożeństwo odprawiono 19 grudnia 1992 r.
Przy cerkwi działa szkoła niedzielna.